# Nibytkankowce
Nibytkankowce (Parazoa), określane też jako przedtkankowce, nietkankowce (Ahistozoa), a dawniej beztkankowce – podkrólestwo zwierząt (Animalia) grupujące zwierzęta, które w swoim rozwoju nie wykształciły właściwych tkanek, organów (narządów), układu mięśniowego i nerwowego. Charakteryzują się dużą samodzielnością komórek. Ich komórki zróżnicowane są na warstwy okrywającą i wewnętrzną. 
Grupa ta była tradycyjnie opisywana jako Ahistozoa (nietkankowce) i przeciwstawiana tkankowcom (Histozoa). We współczesnych systemach filogenetycznych jest opisywana jako Parazoa i przeciwstawiana tkankowcom właściwym (Eumetazoa). Obejmuje jeden typ:
- gąbki (Porifera).

Niektórzy badacze zaliczają do beztkankowców również płaskowce (Placozoa), które według innych są klasyfikowane jako bazalna grupa tkankowców właściwych (Eumetazoa). Analiza sekwencji całego genomu Trichoplax adhaerens, jedynego przedstawiciela płaskowców, sugeruje, że wyłoniły się one później niż gąbki, ale przed parzydełkowcami i dwubocznie symetrycznymi.